# ناحیه بلر، میشیگان
ناحیه بلر (به انگلیسی: Blair Township) یک منطقهٔ مسکونی در ایالات متحده آمریکا است که در شهرستان گراند تراوس، میشیگان واقع شده‌است.
 ناحیه بلر ۹۳٫۱ کیلومتر مربع مساحت و ۸٬۲۰۹ نفر جمعیت دارد و ۲۷۲ متر بالاتر از سطح دریا واقع شده‌است.